# Antonio Giolitti
Antonio Giolitti (Roma, 12 febbraio 1915 – Roma, 8 febbraio 2010) è stato un politico e partigiano italiano.
È stato sottosegretario di Stato al Ministero degli affari esteri dal 8 luglio 1946 al 23 novembre 1946 nel secondo governo De Gasperi, ministro del bilancio dal 5 dicembre 1963 al 23 luglio 1964 nel primo governo Moro, ministro del bilancio e della programmazione economica dal 28 marzo 1970 al 18 febbraio 1972 e dall'8 luglio 1973 al 23 novembre 1974 nei governi Rumor III, Colombo, Rumor IV e Rumor V, e Commissario europeo.

## Biografia

### Studi e famiglia
Nipote dello statista liberale Giovanni Giolitti, dopo la laurea in legge nel 1940 s'iscrisse al Partito Comunista d'Italia (PCdI), allora in clandestinità, e nel 1941 venne arrestato dalla polizia con l'accusa di attività eversiva, ma venne successivamente assolto dal Tribunale speciale per la difesa dello Stato (1926-1943) per insufficienza di prove.

### Partecipazione alla Resistenza Italiana
Da quel momento in poi il suo impegno nella resistenza antifascista divenne ancora più intenso. Insieme a Gian Carlo Pajetta fu uno dei fondatori delle brigate Garibaldi, che diedero un contributo fondamentale alla Liberazione e alla lotta antinazista e antifascista in Italia e, in particolare, in Piemonte. Commissario politico di una Brigata Garibaldi, fu gravemente ferito in un incidente motociclistico nel 1944, e si fece curare in Francia. Tornato in Italia nell'aprile del 1945, riprese l'impegno politico.
Solamente dopo la sua morte, la figlia Rosa ha rintracciato un diario di Giolitti scritto durante l'esperienza partigiana, che è stato pubblicato nel 2015.

### Sottosegretario per il PCI e l'uscita dal partito
Nel 1945 fu sottosegretario agli Esteri nel governo di Ferruccio Parri. Fu eletto membro dell'Assemblea costituente nel 1946, e deputato del PCI dal 1948 al 1957.
Nel 1957, in seguito alla rivolta ungherese del 1956, abbandonò il PCI. Il discorso che pronunciò al Congresso del PCI nel 1956, accanto ad un attonito Palmiro Togliatti, fu per anni ricordato come il richiamo etico contro la politica.

### Adesione al PSI e ministro nei governi di centrosinistra
Nel 1957 aderì al Partito Socialista Italiano (PSI), nelle cui liste fu rieletto deputato alle elezioni dal 1958 al 1976, fino alle dimissiioni nel 1977, in seguito alla nomina a commissario europeo.
Come espressione della corrente lombardiana, fu ministro del Bilancio dal 4 dicembre 1963 al 22 luglio 1964, nel primo governo di centrosinistra con la partecipazione di ministri socialisti. A causa del raffreddarsi dell'impegno riformista e consapevole dell'ostilità nei suoi confronti della componente dorotea della DC, rifiutò di far parte del successivo secondo governo Moro e si dedicò alla vita di partito, essendo stato nominato responsabile del dipartimento economico del PSI.
Contrario all'unificazione socialista, in prossimità del congresso di Roma del PSI del 23-28 ottobre 1968 uscì dalla corrente lombardiana e insieme a Norberto Bobbio, Tristano Codignola, Loris Fortuna, Roberto Guiducci, Manlio Rossi-Doria ed Eugenio Scalfari promosse la formazione della piattaforma congressuale di “Impegno socialista”. Fino al 1969 mantenne un atteggiamento critico nei confronti della dirigenza del partito ma, una volta ricostituito il gruppo socialista alla Camera nell'agosto 1969, accettò di assumerne la presidenza. Dal 27 marzo 1970 al 17 febbraio 1972 e dal 7 luglio 1973 al 23 novembre 1974 ricoprì l'incarico di ministro del Bilancio e della Programmazione economica nei governi di centrosinistra organico guidati da Mariano Rumor e da Emilio Colombo.

### La programmazione economica
Fin dalla sua prima esperienza ministeriale nel 1963-64, Giolitti fu un propugnatore convinto e tenace della strategia della programmazione economica, nella direttrice aperta fin dal 1954 da Ezio Vanoni e ripresa nel 1962 da Ugo La Malfa. E nei periodi 1964-70 e 1973-74 in cui non fece parte del governo la linea continuò a essere perseguita  dal suo principale collaboratore Giorgio Ruffolo da lui messo a capo dell'ufficio del Segretariato generale della Programmazione.

### I tentativi di conquistare la segreteria del PSI
In occasione del comitato centrale del PSI che si tenne all'hotel Midas di Roma nel luglio 1976 la candidatura di Giolitti alla segreteria del partito fu sostenuta da Enrico Manca e da Bettino Craxi all'epoca presidente del gruppo parlamentare alla Camera dei Deputati. Ma non trovò l'adesione di Claudio Signorile e di Riccardo Lombardi, e fu ostacolata da Giacomo Mancini il quale favorì l'elezione dello stesso Craxi. 
Si tornò a parlare di una candidatura di Giolitti alla segreteria in occasione del comitato centrale del gennaio 1980, allorquando ci fu un tentativo di portare Craxi alle dimissioni, operazione che fu tuttavia evitata grazie al passaggio di Gianni De Michelis alla maggioranza craxiana.

### Impegno presso la Commissione europea
Dal 1977 al 1985 fu commissario presso la Comunità economica europea, con la responsabilità della politica regionale europea. In tale qualità, seguì con particolare interesse la strategia dell'allargamento della Comunità Europea nei confronti di Spagna e Portogallo, instaurando un rapporto diretto con l'allora primo ministro spagnolo, il socialista Felipe González.

### Le elezioni presidenziali del 1978
In occasione dell'elezione del Presidente della Repubblica Italiana del 1978 il segretario del PSI Bettino Craxi decise in prima persona di sottoporre agli altri partiti dell'arco costituzionale la candidatura di Antonio Giolitti. Il Partito Comunista Italiano sembrò disponibile a offrirgli i voti dei suoi parlamentari. Ma la freddezza della Democrazia Cristiana e la dichiarata ostilità del presidente del Partito Repubblicano Italiano Ugo La Malfa fecero rientrare l'ipotesi di una sua elezione. In seno alla DC si considerava Giolitti schierato su posizioni troppo di sinistra, mentre il leader repubblicano lo riteneva, a torto, vicino a Craxi (in realtà La Malfa diffidava soprattutto della sua avversione nei confronti del compromesso storico). Con la conseguenza che la candidatura di Giolitti venne a cadere.

### La polemica col segretario e le dimissioni dal PSI
Nel 1985, in polemica con Bettino Craxi e la sua politica, abbandonò pubblicamente il PSI, da cui aveva incominciato a prendere le distanze già dal 1982, e nel 1987 si riavvicinò al PCI, nelle cui liste fu eletto senatore come indipendente. Al termine della legislatura nel 1992 decise di  non ricandidarsi, ma fino ad età avanzata continuò a partecipare alla vita politica.

### Morte e funerali
Morì l'8 febbraio 2010, pochi giorni prima di compiere 95 anni, nella sua casa di Roma.
Le orazioni funebri furono tenute presso la Camera dei Deputati, alla presenza del Presidente della Repubblica Giorgio Napolitano, da due noti esponenti della corrente giolittiana: Giorgio Ruffolo e Giuliano Amato.

## Impegno intellettuale
Oltre all'impegno politico, Giolitti ebbe anche un fecondo impegno intellettuale, iniziatosi con la collaborazione con la Giulio Einaudi Editore. Grazie alla sua padronanza di diverse lingue (inglese, tedesco e francese), suggerì spesso la traduzione di saggi di economia. Fu lui stesso traduttore di alcuni saggi: tra di essi i saggi di Max Weber sulla politica e la scienza come professione. Sua moglie, Elena D'Amico in Giolitti, fu anche lei traduttrice dal francese per l'Einaudi di varie opere, tra le quali Sodoma e Gomorra, uno dei sette volumi della Ricerca del tempo perduto di Marcel Proust.
La sua uscita dal Pci dopo i fatti d'Ungheria provocò notevole dibattito, anche intellettuale, nella sinistra italiana, anche a causa dell'autorevolezza e della sobrietà di Giolitti.
Negli anni Sessanta diresse, sempre per l'Einaudi, la prestigiosa Serie di politica economica. Intorno alla sua corrente socialista e nel suo entourage al ministero del Bilancio si raccolse un gruppo di audaci intellettuali, giuristi ed economisti riformisti, tra i quali Giuliano Amato, Franco Archibugi, Luciano Cafagna, Manin Carabba, Giuseppe Carbone, Federico Coen, Furio Diaz, Gino Giugni, Franco Momigliano, Carlo Ripa di Meana, Giorgio Ruffolo, Luigi Spaventa e Paolo Sylos Labini. Tra il 1958 e il 1960 fu il promotore della rivista Passato e Presente. Giolitti collaborò anche a numerose riviste politiche e culturali, tra le quali Il calendario del popolo, Rinascita, Mondoperaio e Lettera internazionale.
Antonio Giolitti scrisse importanti saggi politici. Nel 1992 pubblicò Lettere a Marta (Il Mulino), un volume autobiografico di riflessioni e ricordi personali indirizzati alla nipote Marta Craveri, che spesso lo interrogava sulle vicende storiche alle quali egli aveva partecipato.

## Riconoscimenti
Nel 2006, in occasione dell'anniversario dei fatti d'Ungheria del 1956, Giolitti ricevette l'omaggio del presidente della Repubblica Giorgio Napolitano, il quale, recandosi personalmente nella sua abitazione romana, riconobbe che cinquant'anni prima la ragione stava dalla sua parte. Nel 1956 Giolitti e Napolitano erano entrambi membri del Partito Comunista Italiano e, nel relativo dibattito sviluppatosi nella sinistra italiana, presero posizioni opposte.

## Opere
- Il Partito comunista e i ceti medi, Roma, L'Unità, 1945.
- Riforme e rivoluzione, Torino, Einaudi, 1957.
- Il comunismo in Europa. Da Stalin a Krusciov, a cura di, Milano, Garzanti, 1960.
- Un socialismo possibile, Torino, Einaudi, 1967.
- La questione socialista. Per una possibile reinvenzione della sinistra, a cura di e con Vittorio Foa, Torino, Einaudi, 1987. ISBN 88-06-59419-2.
- Lettere a Marta. Ricordi e riflessioni, Bologna, Il Mulino, 1992. ISBN 88-15-03741-1.
- Di guerra e di pace. Diario partigiano (1944-45), a cura di Rosa Giolitti e Mariuccia Salvati, Roma, Donzelli editore, 2015. ISBN 978-88-6843-172-3

### Traduzioni
- Otto von Gierke, Giovanni Althusius e lo sviluppo storico delle teorie politiche giusnaturalistiche, Torino, Einaudi, 1943.
- Julius Binder, La fondazione della filosofia del diritto, Torino, Einaudi, 1945.
- Max Weber, Il lavoro intellettuale come professione, Torino, Einaudi, 1948.

### Scritti su Antonio Giolitti
- Sergio Dalmasso, 1945-1958. Il Caso Giolitti e la sinistra cuneese (PDF), su sergiodalmasso.com, Cooperativa libraria La Torre, Cuneo, 1987. URL consultato il 19 febbraio 2022.
- Giuseppe Carbone (a cura di), La virtù del politico, Marsilio, Roma, 1996.[15]
- Gianluca Scroccu, Alla ricerca di un socialismo possibile. Antonio Giolitti dal PCI al PSI, Carocci, Roma 2012.
- Giuliano Amato (a cura di), Antonio Giolitti. Una riflessione storica, Viella, Roma, 2012 (con scritti di Claudio Pavone, Giorgio Ruffolo, Eugenio Scalfari, Giorgio Napolitano, Luisa Mangoni, Tommaso Munari, Carlo Ripa di Meana, Alfredo Reichlin, Franco Archibugi, Manin Carabba, Luigi Spaventa, Gian Paolo Manzella, Giuseppe Zanni, Marco Gervasoni, Andrea Ricciardi, Massimo Guerrieri, Nerio Nesi).